# Landkreis Wittenberg
Landkreis Wittenberg er en Landkreis i den østlige del af den tyske delstat Sachsen-Anhalt. Den ligger ved floderne Elben og Schwarze Elster. Nabokreise er i nord de brandenburgske Landkreise Potsdam-Mittelmark og Teltow-Fläming, i øst den brandenburgske Landkreis Elbe-Elster, i syd den Sachiske Torgau-Oschatz og Delitzsch og i vest Landkreis Anhalt-Bitterfeld og den kreisfri by Dessau-Roßlau.

## Geografi
Elben gennnemløber landkreisen på en strækning af 52 km. I nord strækker sig fra øst mod vest de skovrige højdedrag Fläming med sine udløbere. I syd ligger det største sammenhængende skovområde i midttyskland Dübener Heide.

## Byer og kommuner
(indbyggertal pr 31. december 2006)
Selvstændig forvaltning
1. Jessen (Elster), Stadt (14.878)
2. Lutherstadt Wittenberg (46.133)

Forvaltningssamarbejdermed de deltagende kommuner
* for administrationsby
| - 1. Verwaltungsgemeinschaft Annaburg-Prettin 1. Annaburg, Stadt * (3.677) 2. Axien (565) 3. Bethau (182) 4. Groß Naundorf (772) 5. Labrun (130) 6. Lebien (348) 7. Plossig (264) 8. Prettin, Stadt (2.031) - 2. Verwaltungsgemeinschaft Coswig (Anhalt) 1. Bräsen (165) 2. Buko (181) 3. Cobbelsdorf (605) 4. Coswig (Anhalt), Stadt * (8.459) 5. Düben (271) 6. Griebo (643) 7. Hundeluft (259) 8. Jeber-Bergfrieden (641) 9. Klieken (1.113) 10. Köselitz (195) 11. Möllensdorf (177) 12. Ragösen (212) 13. Senst (239) 14. Serno (443) 15. Stackelitz (203) 16. Thießen (733) 17. Wörpen (271) | - 3. Verwaltungsgemeinschaft Elbaue-Fläming 1. Abtsdorf (1.392) 2. Boßdorf (595) 3. Bülzig (816) 4. Dietrichsdorf (243) 5. Elster (Elbe) (2.599) 6. Gadegast (220) 7. Klöden (639) 8. Kropstädt (1.315) 9. Leetza (367) 10. Listerfehrda (368) 11. Mochau (568) 12. Mühlanger (1.435) 13. Naundorf bei Seyda (162) 14. Schützberg (149) 15. Straach (880) 16. Zahna, Stadt * (3.554) 17. Zemnick (134) 18. Zörnigall (949) - 4. Verwaltungsgemeinschaft Kemberg 1. Dabrun (681) 2. Eutzsch (654) 3. Kemberg, Stadt * (4.714) 4. Rackith (663) 5. Radis (1.326) 6. Rotta (860) 7. Schleesen (536) 8. Selbitz (413) 9. Uthausen (209) 10. Wartenburg (796) | - 5. Verwaltungsgemeinschaft Kurregion Elbe-Heideland 1. Bad Schmiedeberg, Stadt * (4.156) 2. Globig-Bleddin (594) 3. Korgau (356) 4. Meuro (613) 5. Pretzsch (Elbe), Stadt (1.603) 6. Priesitz (271) 7. Schnellin (318) 8. Söllichau (917) 9. Trebitz (1.282) - 6. Verwaltungsgemeinschaft Tor zur Dübener Heide 1. Gräfenhainichen, Stadt * (7.466) 2. Möhlau (2.020) 3. Schköna (781) 4. Tornau (564) 5. Zschornewitz (2.872) - 7. Verwaltungsgemeinschaft Wörlitzer Winkel 1. Brandhorst (102) 2. Gohrau (427) 3. Griesen (364) 4. Horstdorf (633) 5. Kakau (609) 6. Oranienbaum, Stadt * (3.439) 7. Rehsen (272) 8. Riesigk (215) 9. Vockerode (1.682) 10. Wörlitz, Stadt (1.601) |